# Johannes Gropp
Johannes Gropp (* 1975 in Düren) ist ein niederländischer Medienproduzent.

## Leben
Gropp studierte nach seinem Abitur am Burgau-Gymnasium Düren Betriebswirtschaftslehre in Freiberg und Köln. Nach vier Jahren bei der Fernsehproduktion Endemol arbeitete er ab 2007 zunächst für 2waytraffic international und später für Sony Pictures Television.
2016 gründete Gropp zusammen mit einem niederländischen Investor seine Firma StoryZoo. Zunächst sollten anhand von einfachen Animationen einzelne Wörter gelernt werden. Dieses Konzept lässt sich in beliebige Sprachen übersetzen, so dass die Idee entstand, Videos zu produzieren, um speziell Kindern, auch aus Flüchtlingsfamilien bei der täglichen Integration zu helfen. Nachdem der niederländische Fernsehsender RTL 8 auf „StoryZoo“ aufmerksam geworden war, wurden StoryZoo-Episoden zum Englischlernen im Fernsehen gesendet. 2020 war StoryZoo in über 25 Ländern der Welt zu sehen.